# Отто (ураган)
Ураган «Отто» (англ. Hurricane Otto) — тропический циклон, который бушевал над странами Центральной Америки — Никарагуа, Коста-Рикой и Сальвадором. Сформировался как тропическая депрессия 20 ноября 2016 года в Карибском море. Это пятнадцатый и последний именованный тропический циклон в сезоне атлантических ураганов 2016 года. Имел самое низкое атмосферное давление в 975 мбар и среднюю скорость постоянного ветра (за 1 минуту) в 185 км/час. Полностью рассеялся 26 ноября над восточной частью Тихого океана.
Скорость постоянных ветров в районах непогоды достигала 170 км/час. В Никарагуа и Коста-Рике объявлено о введении чрезвычайного положения в стране в связи с ураганом, несколько тысяч жителей прибрежных районов вынуждены были покинуть свои дома.
При прохождении по территории Никарагуа, ураган «Отто» разрушил около 100 жилых домов в поселке Эль-Торо в муниципалитете Карденас (Никарагуа).

## Метеорологическая история
12 ноября Национальный ураганный центр США (NHC) спрогнозировал образование обширной зоны низкого давления в юго-западной области Карибского моря с тенденцией к развитию по мере её движения на север или северо-восток, но оценил вероятность образования тропического циклона в течение следующих пяти дней как низкую. 14 ноября в результате конвективно-связанных волн Келвина и нескольких соседних тропических волн, взаимодействующих друг с другом, атмосферное давление в данном регионе начало снижаться. Вследствие этого 15 ноября на севере Колумбии образовалась широкая зона низкого давления. Она двигалась медленно и неоднородно с дезорганизованной структурой и слабыми ветрами. 19 ноября конвекция усилилась и стала лучше организованной, хотя были незначительно благоприятные условия. 20 ноября «Охотники за ураганами», проникнув внутрь зоны, наблюдали чётко выраженную циркуляцию, и уже к 18:00 UTC классифицировали её как тропическую депрессию. Некоторое время она блокировалось с севера атмосферным гребнем, оставаясь над юго-западом Карибского моря. Над центром продолжалась грозовая активность, внутреннее ядро конвекции стало организованнее. И уже к 6:00 UTC 21 ноября депрессия развилась в тропический шторм, получивший имя Отто. После того как конвекция превратилась в центральную плотную облачность, Отто превратился в сильный тропический шторм с постоянными ветрами до 110 км/ч, поддерживая такую интенсивность в течение дня.
23 ноября циклон превратился в ураган, начав период быстрой интенсификации. Уже в 6:00 UTC в тот же день Отто перерос в ураган 2-й категории. Через шесть часов циклон достиг своей максимальной интенсивности как ураган 3-й категории со скоростью ветра до 185 км/час, а в 17: 30 UTC вышел на берег возле биологического заповедника Индио-Маи на юго-востоке Никарагуа, примерно в 19 км на юго-запад от границы между Никарагуа и Коста-Рика. Отто стал самым южным ураганом Центральной Америки, пройдя южнее урагана Ирен-Оливия (ураган) 1971 года на 50-55 км. После выхода на сушу циклон оставался организованным, потому что двигался линией границы, хотя верхние облака начинали нагреваться, что указывало на уменьшение конвекции. Глаз циклона также оставался неизменным и четко выраженным. Отто стал первым ураганом в истории Коста-Рики.
25 ноября в 3:30 UTC Отто появился над восточной частью Тихого океана возле залива Папайя. Пересекая бассейн, Отто стал первым в истории ураганом, который сохранил свое атлантическое имя, после изменения политики именования ураганов Всемирной метеорологической организацией в 2000 году. В тот же день система ослабла до тропического шторма. Удаляясь от Центральной Америки, циклон постепенно ослабевал. 26 ноября, из-за неблагоприятных условий окружающей среды, Отто ослабел до тропической депрессии. В течение нескольких дней, прежде чем полностью рассеяться, система продолжала продуцировать рассеянную конвекцию.

## Подготовка
22 ноября правительство Никарагуа выпустило штормовое предупреждение для острова Сан Андрес. В течение дня штормовые предупреждения были выпущены в Панаме, Коста-Рике и Никарагуа от Наргани (Панама) до устья Рио-Гранде-де-Матагальпа (Никарагуа). Появились сведения о том, что Отто пересечет Центральную Америку и предупреждения о надвигающемся шторме вдоль тихоокеанского побережья от Пунтаренаса (Коста-Рика) до Пуэрто-Сандино (Никарагуа). Президент Панамы Хуан Карлос Варела сообщил о введении чрезвычайного положения в стране в связи с ураганом. На пресс-конференции Варела заявил, что были подготовлены дополнительные силы спасательных подразделений и пункты временного проживания для пострадавших от стихии. Были приостановлены занятия во всех государственных и частных школах. Хотя и не ожидалось, что Отто выйдет на побережье Бокас-дель-Торо, были предприняты подготовительные действия, а пациенты из больниц эвакуированы.
Правительство Коста-Рики объявило красное предупреждение для северного и южного побережья страны. Около 6 800 человек были эвакуированы. Президент Луис Гильермо Соли сообщил о введении чрезвычайного положения. Он также сказал, что ураган может нанести значительный ущерб сельскому хозяйству в стране.
В Никарагуа на несколько дней были закрыты школы, около 10 000 человек было эвакуировано. Правительство также переживало, что Отто может нанести вред кофейным культурам, которые были близки к сбору урожая.

## Влияние

### Панама
В Панаме ураган унес жизни 9 человек. Из-за мощного ветра одно из деревьев упало на машину в Панама-Сити, приведя к смерти одного ребенка; трое жителей погибли из-за оползней почвы; ещё двое утонули, пытаясь пересечь реку возле Панама-Сити. В открытом море утонул корабль «Джессика» с шестью членами экипажа на борту, однако трое были спасены с помощью надувных лодок.

### Никарагуа
В Никарагуа в результате урагана погибли пять человек. Отто повредил 857 домов, 8 школ и 2 медицинских учреждения, а также 1700 м линий электропередач, что привело к отключению энергии и воды. В результате шторма 11 678 человек остались в 152 временных убежищах. Для спасательных операций и обеспечения общественной безопасности правительство выделило 12000 человек. Количество осадков в Никарагуа составляло 76-152 мм, а на севере и северо-западе страны-до 161 мм, пик зарегистрирован в Эль-Кастильо.

### Коста-Рика
«Отто» стал первым ураганом в истории Коста-Рики. В стране в некоторых районах у границы с Никарагуа было зарегистрировано месячное количество осадков, а трехдневные показатели превысили 200 мм. Больше всего осадков выпало у вулкана Миравальес — 308 мм. Национальный метеорологический институт Коста-Рики сообщил, что в результате урагана погибли не менее десяти человек, в основном из-за неожиданных приливов и оползней: Апали — 6, Богаче — 3, Гуайабо — 1. Президент Коста-Рики Луис Гильермо Солис назвал ситуацию «хаотичной и беспрецедентной», с наихудшими показателями в кантоне Упала. По расчетам правительства, Отто нанес ущерб на сумму более 106 млрд, включая 38 млрд в кантоне Упала и ещё 19 млрд в Богаче. Ураган повредил 14 водных систем. Чиновники открыли 38 приютов, где проживало 3 370 человек, в основном в Упале. После урагана президент объявил трехдневный национальный траур.